# Zapadna Franačka
U srednjovekovnoj istoriografiji, Zapadna Franačka  (latinski: Francia occidentalis) ili Kraljevstvo Zapadnih Franaka (regnum Francorum occidentalium) odnosi se na zapadni deo Franačkog carstva koje je uspostavio Karlo Veliki. To predstavlja najraniju fazu Kraljevine Francuske, koja je trajala od oko 840. do 987. godine. Zapadna Franačka je nastala iz podele Karolinškog carstva 843. godine prema Verdenskom sporazumu nakon smrti sina Karla Velikog, Luja Pobožnog.
Zapadna Franačka se prostirala južnije od moderne Francuske, ali se nije protezala u istoj meri istočno. Zapadna Franačka nije obuhvatala takve buduće francuske posede kao što su Lorena, grofovija i kraljevina Burgundija (pri čemu je vojvodstvo francusko), Alzas i Provans, na primer na istoku i jugoistoku. Pored toga, do 10. veka moć njenih kraljeva je bila znatno umanjena čak i unutar oblasti zapadnofrankovskog prostora usled povećanja moći velikih zemljoposedničkih magnata nad njihovim zamašnim i obično teritorijalno susednim feudima. 
Ovaj proces je bio dodatno otežan ratovima među tim magnatima, uključujući one protiv ili uz krunu, i beskrajnim invazijama Vikinga. Normandija je bila data na upravu Nordijcu Rolu nakon neuspelog prepada. To je prvo bio okrug, a zatim vojvodstvo, i poput drugih velikih feuda Zapadne Franačke, postao je uglavnom autonoman, sa magnatima ponekad moćnijim od njihovog monarha. U Bretanji i Kataloniji vlast zapadnofranačkog kralja se jedva osećala. Zapadnofranačke kraljeve su birali sekularni i crkveni magnati, a tokom pola veka između 888. i 936. birani su naizmenično iz karolinških i robertijanskih kuća. Do tog vremena moć kralja postaje slabija i nominalnija, pošto su regionalne vojvode i plemići postali moćniji u svojim polusamostalnim regionima. Robertijanci su, nakon što su postali grofovi Pariza i francuske vojvode, postali kraljevi i osnovali dinastiju Kapeta nakon 987. godine, što je, iako proizvoljno, uglavnom definisano kao postepeni prelaz prema Kraljevini Francuske.

## Formiranje i granice
U avgustu 843. godine, posle tri godine građanskog rata nakon smrti Luja Pobožnog 20. juna 840. godine, Verdenski ugovor su potpisala njegova tri sina i naslednika. Najmlađi, Karlo Ćelavi, dobio je zapadnu Franačku. Tadašnji Zapadnofranački anali (Annales Bertiniani) opisuju kako Karlo stiže u Verdun, „gde se odvila podela porcija”. Nakon što je opisao delove svoje braće, Lotara I (Srednja Franačka) i Ludviga II Nemačkog (Istočna Franačka), on primećuje da je „preostali deo sve do Španije prestupio Karlu”. Fuldski anali iz Istočne Franačke opisuju da Karlo drži zapadni deo nakon što je kraljevstvo „podeljeno na tri dela”.
Nakon smrti kralja Pipina  Akvitanskog u decembru 838. godine, njegovog sina je akvitansko plemstvo priznalo kao kralja Pipina  Akvitanskog, mada sukcesiju nije priznao car. Karlo Ćelavi je ratovao s Pipinom II od početka njegove vladavine 840. godine, a Verdunski ugovor je ignorisao podnosioca zahteva i dodelio Akvitaniju Karlu. Shodno tome, u junu 845. godine, nakon nekoliko vojnih poraza, Karlo je potpisao ugovor iz Sen-Benoa na Loari i priznao vladavinu svog nećaka. Ovaj sporazum trajao je do 25. marta 848. godine, kada su akvitanski baroni priznali Karla za svog kralja. Nakon toga su Karlove armije imale nadmoć, a do 849. osigurale su veći deo Akvitanije. U maju se Karlo u Orleanu krunisao za „kralja Franaka i Akvitanaca”. Nadbiskup Venil od Sensa služio je na krunisanju, koje je uključivalo prvu instancu kraljevskog pomazanja u Zapadnoj Franačkoj. Ideja o pomazanju Karla verovatno je zasluga nadbiskupa Hinkmara iz Remsa, koji je sastavio četiri ordine koje opisuju odgovarajuće liturgije za kraljevsko posvećenje. Do vremena Sinoda Kvirzija (858), Hinkmar je tvrdio da je Karlo pomazan u ime čitavog zapadnofranačkog kraljevstva. Ugovorom iz Mersena 870. zapadni deo Lotaringije je pridružen Zapadnoj Franačkoj. Godine 875. Karlo Ćelavi je okrunjen za cara Rima.
Poslednji zapis u Annales Bertiniani datira iz 882. godine, tako da je jedini tadašnji narativni izvor za sledećih osamnaest godina u Zapadnoj Franačkoj Annales Vedastini. Sledeći niz originalnih zapisa iz zapadnofranačkog kraljevstva su oni koje je napisao Flodoard, koji je svoj rad započeo sa godinom 919.

## Literatura
- Jim Bradbury. (2007). The Capetians: Kings of France, 987–1328. London: Hambledon Continuum..
- Simon Coupland (1989). „The Coinages of Pippin I and II of Aquitaine”. Revue numismatique. 6th. 31: 194—222.. , .
- Geoffrey Koziol (2006). „Charles the Simple, Robert of Neustria, and the vexilla of Saint-Denis”. Early Medieval Europe. 14 (4): 355—90. doi:10.1111/j.1468-0254.2006.00187.x..
- Archibald R. Lewis. The Development of Southern French and Catalan Society, 718–1050. Austin: University of Texas Press, 1965.
- Simon MacLean. (2003). Kingship and Politics in the Late Ninth Century: Charles the Fat and the end of the Carolingian Empire. Cambridge: Cambridge University Press..
- Janet L. Nelson (1977). „Kingship, Law and Liturgy in the Political Thought of Hincmar of Rheims”. English Historical Review. 92: 241—79.. Reprinted in Politics and Ritual in Early Medieval Europe (London: Hambledon, 1986), 133–72.
- Alfred Richard. Histoire des Comtes de Poitou.. vol. 1 Paris: Alphonse Picard, 1903.
- Julia M. H. Smith. (1992). Province and Empire: Brittany and the Carolingians. Cambridge: Cambridge University Press. ISBN 978-0-521-38285-4..
- Joachim Henning (2007). Post-Roman Towns, Trade and Settlement in Europe and Byzantium: The heirs of the Roman West. Walter de Gruyter. стр. 29. ISBN 978-3110183566.
- Hendrik W. Dey (2015). The Afterlife of the Roman City. Cambridge University Press. стр. 219–222. ISBN 978-1107069183.
- „Charlemagne and the Carolingian coinages”. Britanica. Приступљено 5. 7. 2021.
- Spufford, Peter (1989) [1988]. „Appendix I”. Money and its use in medieval Europe. Cambridge: Cambridge University Press. стр. 398, 400—402. ISBN 978-0-521-30384-2.
- Ammianus Marcellinus (1862). Roman History.. trans. by Roger Pearse. London: Bohn,
- Procopius. History of the Wars.. trans. by H. B. Dewing.
- Fredegar (1960). The Fourth Book of the Chronicle of Fredegar with its Continuations. Архивирано из оригинала 21. 09. 2008. г. Приступљено 08. 07. 2023.. trans. by John Michael Wallace-Hadrill. Connecticut: Greenwood Press,
- Fredegar (1987). Historia Epitomata. ProQuest 303608242.. Woodruff, Jane Ellen. PhD Dissertation, University of Nebraska–Lincoln,
- Gregory of Tours. Historia Francorum.
- Gregory of Tours (1916). The History of the Franks. Архивирано из оригинала 14. 08. 2014. г. Приступљено 08. 07. 2023. trans. by Ernest Brehaut.
- Gregory of Tours (1965). The History of the Franks.. 2 vol. trans. O. M. Dalton. Oxford: Clarendon Press, 1967.
- Bachrach, Bernard S. (trans.) (1973). Liber Historiae Francorum..
- Bachrach, Bernard S. (1971). Merovingian Military Organization, 481–751. Minneapolis: University of Minnesota Press. ISBN 0-8166-0621-8.
- Collins, Roger. (1991). Early Medieval Europe 300–1000. London: MacMillan..
- Fouracre, Paul. (2000). „The Origins of the Nobility in Francia.”.  Ур.: Anne J. Duggan. Nobles and Nobility in Medieval Europe: Concepts, Origins, Transformations. Woodbridge: The Boydell Press. ISBN 0-85115-769-6.
- Geary, Patrick J (1988). Before France and Germany: the Creation and Transformation of the Merovingian World. New York: Oxford University Press. ISBN 0-19-504458-4.
- James, Edward (1988). The Franks. Wiley. ISBN 0-631-17936-4.. (Peoples of Europe series) Basil Blackwell
- Lewis, Archibald R. (1976). „The Dukes in the Regnum Francorum, A.D. 550–751.”. Speculum. 51 (3): 381—410. JSTOR 2851704. doi:10.2307/2851704.
- McKitterick, Rosamond (1983). The Frankish Kingdoms under the Carolingians, 751–987. London: Longman. ISBN 0-582-49005-7.
- Murray, Archibald C. and Goffart, Walter A. (1999). After Rome's Fall: Narrators and Sources of Early Medieval History..
- Nixon, C. E. V., Rodgers, Barbara (1994). In Praise of Later Roman Emperors. Berkeley.
- Laury Sarti, "Perceiving War and the Military in Early Christian Gaul (ca. 400–700 A.D.)" (= Brill's Series on the Early Middle Ages, 22), Leiden/Boston 2013,  978-9004-25618-7.
- Schutz, Herbert. The Germanic Realms in Pre-Carolingian Central Europe, 400–750. American University Studies, Series IX: History, Vol. 196. New York: Peter Lang, 2000.
- Wallace-Hadrill, J. M. (1962). The Long-Haired Kings. London: Butler & tanner Ltd..
- Wallace-Hadrill, J. M. (1970). The Barbarian West. London: Hutchinson..
- Price, Roger (2005). A Concise History of France. Cambridge University Press. стр. 30. ISBN 9780521844802.
- Beik, William (14. 5. 2009). A Social and Cultural History of Early Modern France. Cambridge University Press. ISBN 978-0521709569.
- Caron, François (1979). An Economic History of Modern France.
- Doyle, William (2001). Old Regime France, 1648-1788. Oxford University Press. ISBN 0198731299.
- Duby, Georges (1993). France in the Middle Ages 987–1460: From Hugh Capet to Joan of Arc. ISBN 0631189459.. survey by a leader of the Annales School.
- Fierro, Alfred (1998). Historical Dictionary of Paris.. 392pp, an abridged translation of his Histoire et dictionnaire de Paris (1996), 1580pp
- Goubert, Pierre (1991). The Course of French History. Routledge. ISBN 0415066719.. standard French textbook.
- Goubert, Pierre (1972). Louis XIV and Twenty Million Frenchmen. Knopf Doubleday Publishing. ISBN 978-0-394-71751-7.. social history from Annales School
- Haine, W. Scott (2000). The History of France. Greenwood Press. ISBN 978-0-313-30328-9.. 280 pp. textbook. Scott Haine, W. (2000). The History of France. Greenwood Press. ISBN 0313303282.
- Holt, Mack P. (2002). Renaissance and Reformation France, 1500-1648. Oxford University Press. ISBN 0198731655.
- Jones, Colin, Emmanuel Le Roy Ladurie (1999). The Cambridge Illustrated History of France. Cambridge University Press. ISBN 0521669928..
- Jones, Colin (2002). The Great Nation: France from Louis XV to Napoleon. ISBN 0140130934..
- Jones, Colin (4 April 2006). Paris: The Biography of a City. Penguin Books. ISBN 9780143036715. Непознати параметар |DUPLICATE_url= игнорисан (помоћ); Непознати параметар |DUPLICATE_title= игнорисан (помоћ); Проверите вредност парамет(а)ра за датум: |year= / |date= mismatch (помоћ). comprehensive history by a leading British scholar.
- Ladurie, Emmanuel Le Roy (5. 1. 1999). The Ancien Regime: A History of France 1610 - 1774. Wiley. ISBN 0631211969. Непознати параметар |DUPLICATE_title= игнорисан (помоћ); Пронађени су сувишни параметри: |author= и |last1= (помоћ). survey by leader of the Annales School.
- Potter, David (25. 9. 2003). France in the Later Middle Ages 1200-1500. OUP Oxford. ISBN 0199250472.
- Potter, David (1995). A History of France, 1460–1560: The Emergence of a Nation-State. Macmillan Education UK. ISBN 978-0-312-12480-9.
- Raymond, Gino (1998). Historical Dictionary of France (2nd изд.). ( 2008) 528pp
- Roche, Daniel (1998). France in the Enlightenment. Harvard University Press. ISBN 0674001990.. wide-ranging history 1700–1789.
- Wolf, John B (1968). Louis XIV.. the standard scholarly biography
- Gildea, Robert (1996). The Past in French History.
- Nora, Pierre, ed. Realms of Memory: Rethinking the French Past. (3 vol, , essays by scholars; Nora, Pierre; Kritzman, Lawrence D. (1996). Realms of Memory: Conflicts and divisions. Columbia University Press. ISBN 0231084048.. Nora, Pierre; Kritzman, Lawrence D. (1996). Realms of Memory: Traditions. Columbia University Press. ISBN 006343 Проверите вредност параметра |isbn=: length (помоћ).. Kritzman, Lawrence D. (2311). Realms of Memory: Symbols. Columbia University Press. ISBN 978-0231109260. Проверите вредност парамет(а)ра за датум: |date= (помоћ)
- Pinkney, David H. (1951). „Two Thousand Years of Paris”. The Journal of Modern History. 23 (3): 262—264. JSTOR 1872710. S2CID 143402436. doi:10.1086/237432.
- Revel, Jacques, Lynn Hunt, ур. (1995). Histories: French Constructions of the Past.. 654pp, 64 essays; emphasis on Annales School
- Symes, Carol (зима 2011). „The Middle Ages between Nationalism and Colonialism”. French Historical Studies. 34 (1): 37—46. doi:10.1215/00161071-2010-021.
- Thébaud, Françoise (2007). „Writing Women's and Gender History in France: A National Narrative?”. Journal of Women's History. 19 (1): 167—172. doi:10.1353/jowh.2007.0026..  in Project Muse